# Secret Intelligence Service

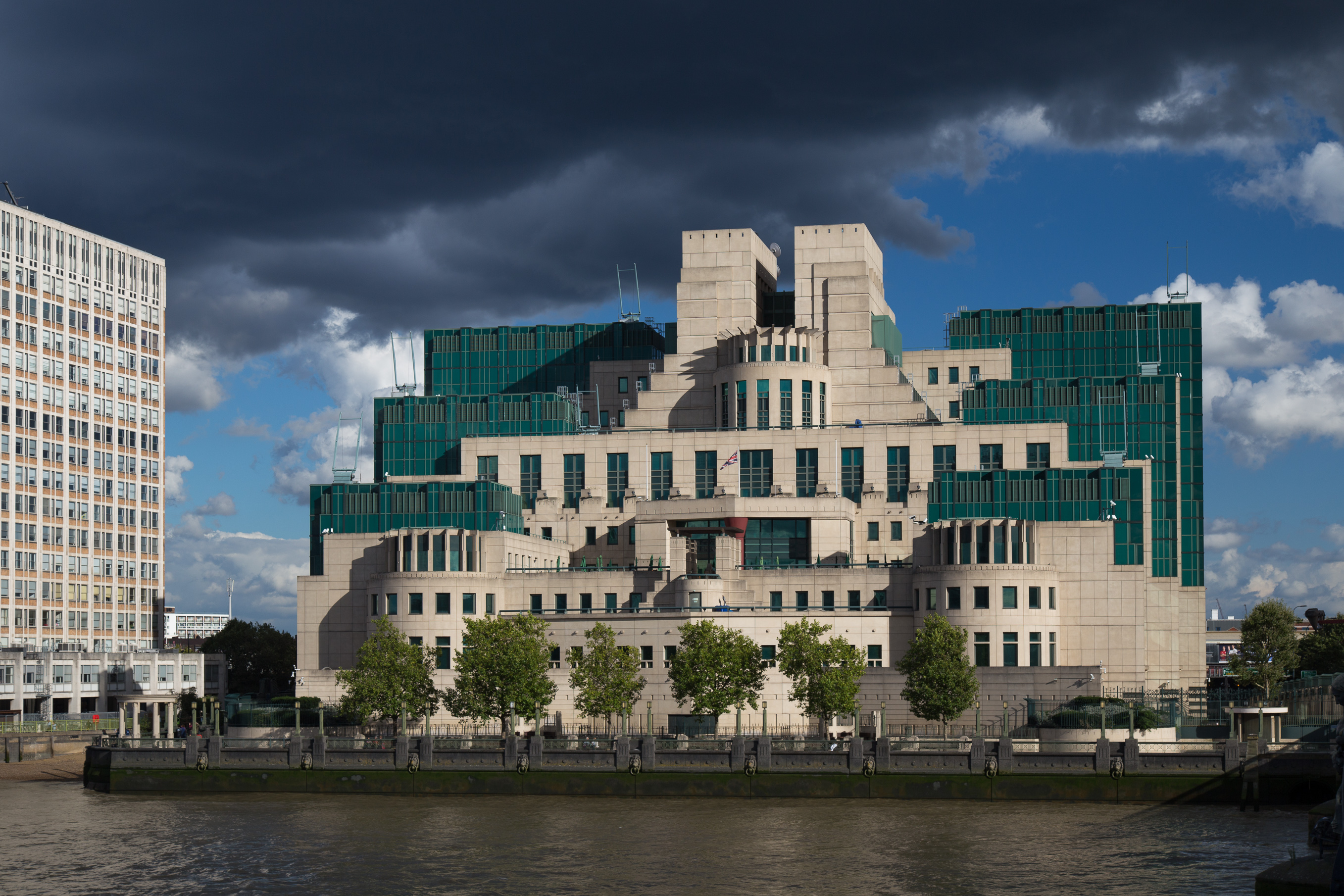
Högkvarteret för Secret Intelligence Service längs med Themsen vid Vauxhall Cross i London.

Secret Intelligence Service, SIS (även benämnt som MI-6, förkortning för Military Intelligence Section 6), är Storbritanniens underrättelsetjänst för inhämtning av information i utlandet genom så kallad HUMINT. Namnet MI6 till trots, som av bekvämlighetsskäl infördes under andra världskriget, är det inte en militär organisation och chefen för SIS lyder under Storbritanniens utrikesminister. MI6 var även känd under namnet ”Broadway” efter Broadway Building där högkvarteret var beläget i London. 
SIS sköter all Storbritanniens spionaktiviteter utomlands i motsats till MI5 som sköter kontraspionaget och GCHQ som bedriver signalspaning.
Organisationen grundades 1909 och har gått under många namn. Dess existens medgavs inte av brittiska myndigheter förrän 1994 och från samma år sätts ramarna för verksamheten i lagen Intelligence Services Act 1994., i vilken det framgår att verksamheten endast ska utövas med hänsyn till nationell säkerhet (med vilket främst avses regeringens försvars- och utrikespolitik) samt för Storbritanniens "ekonomiska välmående".
Organisationens motto är "Semper Occultus", latin för "alltid hemligt".

## Chefer för MI-6/SIS
- Sir Mansfield Smith-Cumming – 1909-1923
- Sir Hugh Sinclair – 1923-1939
- Sir Stewart Menzies – 1939-1952
- Sir John Alexander Sinclair – 1953-1956
- Sir Richard White – 1956-1968
- Sir John Rennie – 1968-1973
- Sir Maurice Oldfield – 1973-1978
- Sir Dick Franks – 1979-1982
- Sir Colin Figures – 1982-1985
- Sir Christopher Curwen – 1985-1989
- Sir Colin McColl – 1989-1994
- Sir David Spedding – 1994-1999
- Sir Richard Dearlove – 1999-2004
- Sir John Scarlett – 2004-2009
- Sir John Sawers – 2009-2014
- Sir Alex Younger – 2014-2020
- Sir Richard Moore – 2020-sittande

John Sawers var 2010 den första chefen för SIS som höll ett offentligt anförande.

## Populärkultur
I författaren Ian Flemings berättelser är den fiktiva figuren James Bond anställd hos MI6. John le Carré är en annan författare av spionromaner, ofta med rollfiguren George Smiley, vars verk kring SIS även filmatiserats.